# Ciclooctadienă

1,5-ciclooctadiena

Termenul de ciclooctadienă (COD) poate face referire la una dintre ciclodienele ciclice cu formula (CH2)4(C2H2). Considerând doar pe derivații cis, patru izomeri sunt posibili: 1,2-, care este o alenă, 1,3-, 1,4- și 1,5-COD. Izomerii frecvent întâlniți sunt izomerul conjugat 1,3-ciclooctadienă și 1,5-ciclooctadienă, care este utilizată ca ligand pentru metale de tranziție. Aceste diene sunt lichide volatile incolore.